# منطقه ۸۳ (قطر)
منطقه ۸۳ یک منطقهٔ مسکونی در قطر است که در الریان (شهرداری) واقع شده‌است. منطقه ۸۳ ۵۵۴٫۳ کیلومتر مربع مساحت و ۲٬۶۱۴ نفر جمعیت دارد.